# 前155年
| 千纪： | 前1千纪 |
| 世纪： | 前3世纪 \| 前2世纪 \| 前1世纪                                                                                         |
| 年代： | 前180年代 \| 前170年代 \| 前160年代 \| 前150年代 \| 前140年代 \| 前130年代 \| 前120年代                               |
| 年份： | 前160年 \| 前159年 \| 前158年 \| 前157年 \| 前156年 \| 前155年 \| 前154年 \| 前153年 \| 前152年 \| 前151年 \| 前150年 |
| 纪年： | 西汉汉景帝前元二年 |

## 大事记
- 中國
  - 漢景帝重置長沙國，封庶子劉發為長沙王。
  - 閩越王子郢世襲閩越王爵位。

## 逝世
- 西汉丞相申屠嘉逝世，谥号节侯。